# Doña Aurora Pinedo
Pour les articles homonymes, voir Pinedo.
Doña Aurora Pinedo, née vers 1910 et morte le 18 avril 1992 à Mururata dans la province de Nor Yungas (Bolivie), est un membre de la Maison royale afro-bolivienne. Fille du roi Bonifacio (1888-1954), elle assume les responsabilités de la charge royale après la mort de son père. Sa propre mort en 1992 marque l'avènement de son fils aîné Julio.

## Biographie
Aînée des filles du roi Bonifacio Ier, Doña Aurora est une princesse de la communauté afro-bolivienne. Avec son époux Genaro, ils sont les parents de quatre fils : Julio (roi des Afro-Boliviens depuis 1992), Justino, Hermenegildo et Gabriel.
Après la mort de son père en 1954, le titre de roi reste vacant et Doña Aurora fait figure de « régente ». Son fils aîné lui succède à sa mort, sous le nom de règne de Julio Ier, comme roi des Afro-Boliviens.